# فاضل موسایف
فاضل موسایِف (متولد ۲ ژانویه ۱۹۸۹ در تاشکند) بازیکن فوتبال اهل ازبکستان است. این بازیکن فوتبال توانایی بازی در پست هافبک دفاعی و دفاع میانی را دارد.
موسایف در تاریخ ۸ دی ۱۳۹۳ و در زمان نقل و انتقالات نیم فصل لیگ برتر ۹۴-۱۳۹۳ به تیم سپاهان اصفهان پیوست.

## افتخارات
باشگاهی
- لیگ برتر ایران
- قهرمانی در لیگ برتر فوتبال ایران ۹۴-۱۳۹۳ به همراه تیم سپاهان اصفهان